# Mathias Ortmann
Mathias Ortmann (ca. 1692 – 1757) var en dansk snedker med værksted i København.
Ortmann er en af de tidligste navngivne danske snedkermestre; han fik borgerskab i København 1727, blev 1751 kgl. kunst- og kabinetsnedker og 1752 oldermand i snedkerlavet. Ortmann er især kendt for en række små finerede kommoder med forgyldt ornamentik, hvor især de brede, volutformede ben er karakteristiske. Som noget usædvanligt er flere af møblerne forsynet med hans etiket, hvilket gør det let at dokumentere herkomsten. Foruden mange forskellige finerede og lakerede møbler, fortrinsvis i en tyskpåvirket rokokostil, fremstillede han paneler, rammer m.m. til de kongelige slotte, bl.a. Hirschholm Slot.
Ortmann havde sin forretning i Gothersgade 41, hvorfra han solgte færdiglavede møbler. At have møbler på lager frem for at afvente en bestilling var en forholdsvis ny praksis.
En af hans kobberstukne etiketter oplyser: " Hos Sr M. Orthmann boende udi Gotters Gaden bliver alle Sorter Cabinet og Snedker Arbeide forfærdiget for en Civil Pris i Kiöbenhavn".
Hans møbler er sjældne og i høj kurs, og en kommode kan på auktion indbringe en kvart mio. kr. Der kendes kun ca. 30 møbler fra hans hånd, hvoraf de fleste står på danske slotte. I 1998 blev den eneste kendte konsol fra Ortmanns hånd overtaget af Kulturværdiudvalget.